# JDS Harushio
Le JDS Harushio (SS-583) est un sous-marin d'attaque japonais à propulsion conventionnelle, navire de tête de la classe Harushio.